# Marquesado de Bermejillo del Rey

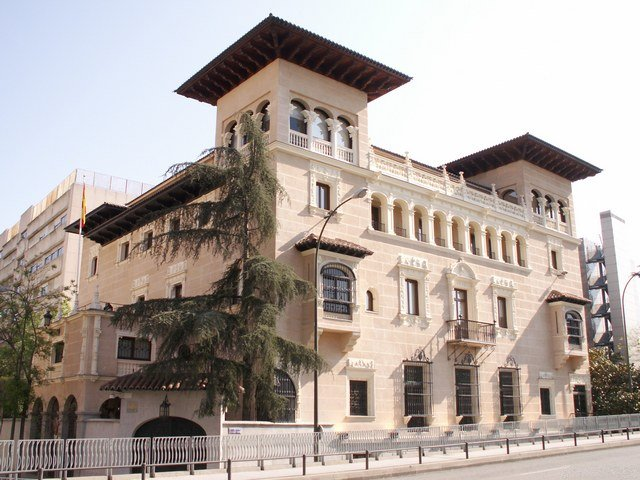
Palacio de los Marqueses de Bermejillo del Rey, en Madrid. Actualmente es la sede del Defensor del Pueblo.

El marquesado de Bermejillo del Rey es un título nobiliario español creado por el rey Alfonso XIII en favor de Francisco Javier Bermejillo y Martínez-Negrete, gentilhombre de cámara, el 18 de febrero de 1915 por real decreto y el 8 de mayo del mismo año por real despacho.
Este título fue rehabilitado el 16 de noviembre de 1961 y recayó en Pedro Pidal y Nano, marqués de Villaviciosa de Asturias.

## Marqueses de Bermejillo del Rey
|                                   | Titular                                        | Periodo                   |
| Creación por Alfonso XIII         | Creación por Alfonso XIII                      | Creación por Alfonso XIII |
| --------------------------------- | ---------------------------------------------- | ------------------------- |
| I                                 | Francisco Javier Bermejillo y Martínez-Negrete | 1915-1943                 |
| II                                | Francisco Javier Bermejillo y Schmidtlein      | 1952-1953                 |
| Rehabilitado por Francisco Franco |                                                |                           |
| III                               | Pedro Pidal y Nano                             | 1962-2022                 |

## Historia de los marqueses de Bermejillo del Rey
La lista de sus titulares es la que sigue:
- Francisco Javier Bermejillo y Martínez-Negrete (San Sebastián, 24 de noviembre de 1870-Ciudad de México, 31 de diciembre de 1949), I marqués de Bermejillo del Rey, gentilhombre de cámara con ejercicio del rey Alfonso XIII. Era hijo del financiero e industrial vizcaíno, Pío Bermejillo e Ibarra[3] y de Ignacia Martínez Nehrete y Alba.[4]

Casó, en la Ciudad de México, parroquia del Sagrario, el 11 de enero de 1894, casó con Julia Schmidtlein y García-Teruel (Ciudad de México, 1873-1912)dama de la Orden de María Luisa. En 1943 cedió el título a su hijo, quien, tras la muerte del primer titular el 31 de diciembre de 1949, sucedió el 4 de julio de 1952:
- Francisco Javier Bermejillo y Schmidtlein (m. Madrid, 9 de abril de 1953), II marqués de Bermejillo del Rey.

El 16 de noviembre de 1961 (BOE del día 28), y con previa deliberación del Consejo de Ministros el 6 de octubre, el título fue rehabilitado en favor de Pedro Pidal y Nano, que sucedió el 25 de mayo del año siguiente:
- Pedro Pidal y Nano (m. 2022), III marqués de Bermejillo del Rey, III marqués de Villaviciosa de Asturias. Su hermana, Ana Rosa Pidal y Nano, ha solicitado la sucesión en el título,[7] así como su hijo, Pedro Guillermo Pidal Tonsaker.[8]